# Vincenzo Mangiacapre
Vincenzo Mangiacapre (ur. 17 stycznia 1989) – włoski bokser, brązowy medalista olimpijski, brązowy medalista mistrzostw świata, brązowy medalista mistrzostw Europy.
Występuje na ringu w wadze lekkopółśredniej. W 2011 roku podczas mistrzostw świata amatorów w Baku zdobył brązowy medal w kategorii do 64 kg. Brązowy medalista mistrzostw Europy w 2011 roku w Ankarze. Na igrzyskach olimpijskich w Londynie zdobył brązowy medal w kategorii do 64 kg.